# Panhellénisme
Le panhellénisme est une doctrine politique qui vise à réunir tous les Grecs au sein d'un même ensemble politique.

## Concept

### Antiquité
Le courant du panhellénisme tire principalement son origine des guerres médiques, au cours desquelles les Grecs des différentes cités-États s'allient pour lutter contre l'empire perse. Isocrate considère le panhellénisme comme la seule voie vers la paix entre les Grecs. Platon soutient lui-même dans la République que les guerres entre Grecs sont fratricides.
En réalité, les grandes cités-États jugent souvent que l'alliance des Grecs doit se réaliser sous leur propre bannière. Ainsi du panhellénisme soutenu par Athènes au Ve siècle av. J.-C. Nicole Loraux écrit par exemple que « il est de l'essence même du panhellénisme de chercher à greffer l'union des Grecs sur l'hégémonie d'une cité ».
Le panhellénisme sous-tend souvent une conception aristocratique en soutenant l'alliance des meilleures cités grecques[pas clair],.

### Époque contemporaine
À l'époque moderne et contemporaine, le panhellénisme se confond avec la Grande Idée[réf. nécessaire], une théorie soutenue par le nationalisme grec du XIXe siècle visant à réunir tous les Grecs dans un État-nation unique qui aurait pour capitale Constantinople. Mais cette théorie s'est heurtée au panturquisme, et ces deux conceptions se sont révélées incompatibles, puisque toutes deux prétendent à la possession du même sol.